# استاروناکاریاکوو
استاروناکاریاکوو (انگلیسی: Staronakaryakovo) یک شهرک در شهرستان میشکینسکی استان باشقیرستان کشور روسیه است.